# Кітугін Максим Олегович
Максим Олегович Кітугін — український військовослужбовець, полковник Збройних сил України, учасник російсько-української війни. Повний лицар ордена Богдана Хмельницького (2022, 2022, 2015).

## Життєпис
В 2009 році закінчив Національну академію сухопутних військ імені гетьмана Петра Сагайдачного з спеціальністю командир танкового взводу.
З квітня 2014 року — на фронті на Донбасі, командир танкової роти.
Пройшов Слов'янськ, Краматорськ, Попасну, Первомайськ та Дебальцеве. Наприкінці серпня 2018 року Максима Кітугіна було призначено командиром танкового батальйону 17-тої окремої танкової бригади (Кривий Ріг).
Під час повномасштабної війни призначено командиром 17-тої окремої танкової бригади.
З 2025 року — командир 20-го армійського корпусу.

## Нагороди
- орден Богдана Хмельницького I ступеня (29 серпня 2022) — за особисту мужність і самовіддані дії, виявлені у захисті державного суверенітету та територіальної цілісності України, вірність військовій присязі;[5]
- орден Богдана Хмельницького II ступеня (30 березня 2022) — за особисту мужність і самовіддані дії, виявлені у захисті державного суверенітету та територіальної цілісності України, вірність військовій присязі;[6]
- орден Богдана Хмельницького III ступеня (25 грудня 2015) — за особисту мужність і самовідданість, виявлені у захисті державного суверенітету та територіальної цілісності України, високий професіоналізм, вірність військовій присязі.[7]

## Військові звання
- підполковник (2022).